# Herreløse
Herreløse è un gruppo musicale norvegese formatosi nel 2001. È costituito dai musicisti KverulAnton, Atilla Apati e MisterK.

## Storia del gruppo
Kall det hva du vil (2014), primo album in studio del gruppo, ha fatto l'entrata nella VG-lista al 17º posto. Tre anni dopo viene reso disponibile per il consumo il secondo LP, intitolato Jacob Blitz.

## Formazione
- KverulAnton
- Atilla Apati
- MisterK

## Discografia

### Album in studio
- 2014 – Kall det hva du vil
- 2017 – Jacob Blitz

### EP
- 2014 – Store hoder

### Raccolte
- 2014 – Lost Tapes (2004-2014)

### Singoli
- 2011 – Break Even (con Admiral P e Jaa9 & OnklP)
- 2012 – Karma (feat. SvartePetter)
- 2013 – Ditten og datten
- 2015 – Ser det på meg
- 2017 – Skitten